# Brian Lawler
Brian Christopher Lawler (Memphis, 10 de janeiro de 1970 – Hardeman, 29 de julho de 2018) foi um lutador de wrestling profissional estadunidense, mais conhecido por sua passagem pela WWE, onde era conhecido por Grandmaster Sexay e fez parte do tag team/stable Too Cool, juntamente com Scotty 2 Hotty e Rikishi.
Era filho de uma das lendas do wrestling, Jerry "The King" Lawler e irmão do árbitro Kevin Christian. Ele lutava em pequenas promoções de wrestling profissional.

## Morte
Em 28 de julho de 2018, Lawler foi encontrado enforcado em sua cela na cadeia do condado de Hardeman no Tennessee.

## Carreira no wrestling
- United States Wrestling Association (1988-1997)
- World Wrestling Federation/Entertainment (1997-2001, 2004, 2014)
- World Wrestling All-Stars (2002)
- Total Nonstop Action Wrestling (2002-2004)
- Circuitos independentes (2005-2018)

## No wrestling
- Ataques
  - Full nelson facebuster
  - Hip Hop Drop
  - Dropkick
  - Sunset flip powerbomb
  - Superkick
- Managers
  - Nanny Simpson
  - Bert Prentice
  - Mike Samples
  - April Pennington
  - Kenny Bolin
  - Zeke Rivers

## Tìtulos e prêmios
- Hoosier Pro Wrestling
  - HPW Tag Team Championship (1 vez) - com Doug Gilbert
- Memphis Superstars of Wrestling
  - MSW Junior Heavyweight Championship (1 vez)
- Memphis Wrestling
  - Memphis Wrestling Television Championship (1 vez)
- NWA New South
  - New South Heavyweight Championship (1 vez)
- Powerhouse Championship Wrestling
  - PCW Light Heavyweight Championship (1 vez)
- Power Pro Wrestling
  - PPW Television Championship (1 vez)
- Pro Wrestling Illustrated
  - PWI o colocou como #367 dos 500 melhores wrestlers durante a PWI 500 de 2003[4]
- Ultimate Christian Wrestling
  - UCW Tag Team Championship (1 vez) - com Billy Jack[5]
- United States Wrestling Association
  - USWA Heavyweight Championship (17 vezes)
  - USWA Junior Heavyweight Championship (1 vez)
  - USWA Southern Heavyweight Championship (8 vezes)
  - USWA Texas Heavyweight Championship (1 vez)
  - USWA World Tag Team Championship (6 vezes) - com Big Black Dog (1), Scotty Anthony (1), Jeff Jarrett (2), Eddie Gilbert (1) e Wolfie D (1)
- World Wrestling Federation
  - WWF Tag Team Championship (1 vez) - com Scotty 2 Hotty[6]